# Gustaf Sjökvist
Gustaf Sjökvist (* 7. Dezember 1943; † 15. Februar 2015) war ein schwedischer Dirigent, königlicher Hoforganist, Chorleiter und Hochschullehrer.
Er studierte unter anderem bei Karl Münchinger Dirigieren und war von 1967 bis 1981 an der Stockholmer Kathedrale Domkantor. Seit 1981 war er dort Domorganist. Zwischen 1986 und 1994 war Gustaf Sjökvist der Chefdirigent des Schwedischen Rundfunkchors. Seit 1988 war er Mitglied der Königlichen Schwedische Musikakademie und ihr Präsident seit 2013. 1991 wurde er zum Professor ernannt. 1998 wurde er mit der königlichen Medaille Litteris et Artibus und 2007 mit der Medaille der Royal Academy of Music ausgezeichnet. Sjökvist starb am 15. Februar 2015 im Alter von 71 Jahren.